# Menthon-Saint-Bernard
Menthon-Saint-Bernard este o comună în departamentul Haute-Savoie din sud-estul Franței. În 2009 avea o populație de 1.876 de locuitori.

## Evoluția populației
| An        | 1975 | 1982  | 1990  | 1999  | 2006  | 2009  |
| --------- | ---- | ----- | ----- | ----- | ----- | ----- |
| Populație | 818  | 1.178 | 1.517 | 1.659 | 1.818 | 1.876 |

## Personalități născute aici
- Barbara Laage (1920 - 1988), actriță.